# Isla Clipperton
La Isla Clipperton o Isla de la Pasión (en francés: Île Clipperton, o bien, Île de la Passion) es un atolón coralino deshabitado de 6 km² de superficie y 11,1 km de línea costera, localizado en el océano Pacífico norte, a 1 085 kilómetros de Playa la Llorona en el Municipio de Aquila, Michoacán, México, siendo el punto más cercano a tierra firme. Es una posesión francesa administrada desde la Polinesia Francesa por un alto comisionado de Francia.
Históricamente, México ha reclamado la soberanía de la isla, otorgada a Francia por un arbitraje internacional en 1931.
A pesar de que se han identificado 115 especies comerciales en las aguas territoriales de la isla, el atún ha sido la única explotada. Fuera de la pesca, no se ha descubierto ningún otro recurso natural explotable.
Debido a la forma anular de la isla, su laguna interior se encuentra cerrada desde hace aproximadamente un siglo. El agua de la laguna es ácida y se encuentra estancada. Un pequeño promontorio de 29 metros en el sudeste se conoce con el nombre Roca de Clipperton. La isla ha sido ocupada varias veces por comerciantes de guano, aspirantes a colonos y personal militar, principalmente de México, quienes reclamaban su soberanía; no obstante, no fue hasta 1931 cuando el rey Víctor Manuel III de Italia (encomendado por la Santa Sede) se inclinó a favor de Francia. Sin embargo, Clipperton no ha tenido habitantes permanentes desde 1945. En ocasiones recibe la visita de pescadores, patrullas de la marina francesa, investigadores científicos, equipos de filmación y supervivientes de naufragios. Es un lugar popular para los operadores de radio aficionados.

## Toponimia
La isla lleva el nombre del pirata inglés John Clipperton, quien en febrero de 1705 la visitó, y fue el primero en hacerlo. Clipperton era tripulante del navío Saint George que, al mando del capitán William Dampier, atacaba y saqueaba los galeones españoles en las rutas del Pacífico. Después de capturar un pequeño barco en los mares de Costa Rica, al que bautizaron con el nombre de Dragón, Clipperton tomó su mando. La leyenda dice que el pirata usaba la isla como refugio (base temporal de operaciones) y que en ella escondió un tesoro.[cita requerida]

## Historia

### Descubrimiento (1521)
En 1711, Martin de Chassiron y Michel Dubocage, capitanes de los barcos franceses La Princesse y La Découverte, redescubrieron la isla, le asignaron el nombre Île de la Passion (‘Isla de la Pasión’) y la reclamaron como propiedad para la soberanía francesa.

### Dominio mexicano (1821-1858)
Tras su declaración de independencia en 1821, México se consideró heredero de los derechos de España sobre la isla, por lo que según la interpretación mexicana pasó a formar parte del recién nacido país. Las constituciones mexicanas de 1824 y de 1857 incluyen explícitamente a la isla dentro de su territorio; esta última, modificada posteriormente, expresaba lo siguiente:

El territorio nacional comprende el de las partes integrantes de la Federación y además el de las islas adyacentes en ambos mares. Comprende, asimismo, la isla de Guadalupe, las de Revillagigedo y la de la Pasión, situadas en el océano Pacífico.

La constitución de 1917 retuvo el texto anterior, en su artículo 42, pero la isla se excluyó del texto constitucional el 18 de enero de 1934.

### Primer dominio francés (1858)
El Segundo Imperio francés no reconoció la Constitución Federal de los Estados Unidos Mexicanos de 1857, y el emperador Napoleón III ordenó la anexión de la isla. El 17 de noviembre de 1858, el teniente de navío Victor Le Coat de Kerveguen anexó la isla Clipperton como parte de Tahití. No obstante, el acta realizada se firmó a bordo de un barco mercante, los franceses jamás pusieron pie en ella y el acta se envió a Hawái.

### Reclamo estadounidense (1858-1898)
La Compañía Minera Estadounidense del Guano, según la ley de Islas Guaneras (Guano Islands Act) de 1856, reclamó la isla para los Estados Unidos, la cual vino a unirse a otras reclamaciones por parte de la compañía Oceanic Phosphate.
México reafirmó sus reclamos sobre la isla en 1897 y estableció una guarnición militar en ella. Nuevamente, los Estados Unidos se posesionaron de la isla durante la guerra hispano-estadounidense en 1898. Debido a la demanda de guano, el gobierno estadounidense había aprobado una ley que permitía a sus ciudadanos extraer el fertilizante de cualquier isla deshabitada que no perteneciera a ningún país. En 1883, un grupo de promotores de San Francisco que buscaban inversionistas afirmaron que el guano de Clipperton tenía un valor de 50 millones de dólares. Al lograr reunir el capital, enviaron un pequeño grupo de mineros que pronto se dieron cuenta de las malas condiciones en las que estaban y de que el guano era de mala calidad.

### Colonización mexicana (1892-1917)
En 1897, una compañía inglesa compró los derechos de la estadounidense, con lo que provocó una gran disputa internacional, pues varios medios estadounidenses aprovecharon la oportunidad para asegurar que Inglaterra se estaba posesionando de una isla que les pertenecía y que, por su valor económico, era importante. Al enterarse Francia de esta noticia, enviaron un barco, e informaron a los gobiernos inglés, estadounidense y mexicano acerca de su reclamo sobre la isla.
El general Porfirio Díaz rechazó el reclamo francés, y notificó que Clipperton había sido posesión española durante siglos, por lo que México la había heredado al obtener su independencia. Mientras tanto, Ignacio Mariscal, en el Hotel Sáenz, llegaba a un acuerdo con el presidente de la Pacific Island Company, a la cual se le otorgó el derecho de extracción de guano de la isla durante 20 años.
En 1906, la Compañía Británica de las Islas del Pacífico adquirió los derechos de explotación de los depósitos de guano de la isla y, en conjunto con el gobierno mexicano, construyó un asentamiento minero. En espera de nuevas y mejores ganancias, la compañía inglesa construyó un nuevo muelle y una vía corta de ferrocarril en el atolón, instaló equipo pesado de molienda e hizo traer de San Francisco a mineros italianos, japoneses y de diversas nacionalidades. Durante la época de mayor producción, se encontraban más de 100 hombres trabajando en la Isla de la Pasión.
Bajo las órdenes de Porfirio Díaz ese mismo año se construyó un faro con una lámpara de aceite de 10 000 bujías y una guarnición militar al comando del capitán Ramón Arnaud de la marina mexicana. En el periodo 1908-1913, cerca de 100 personas (hombres, mujeres y niños) vivían en la isla. Cada 2 meses, un barco proveniente de Acapulco llegaba a la isla con provisiones, puesto que las provisiones de San Francisco ya no pasaban por ahí. Sin embargo, con el estallido de la Revolución mexicana este servicio se suspendió y los habitantes de la isla fueron dejados a su suerte.
El alemán Gustavo Schultz, representante de la Compañía explotadora de guano en la isla, plantó 13 cocos en la zona arenosa. Posteriormente, ese hecho significó la diferencia entre la vida y la muerte: los frutos de esa productiva acción permitieron sobrevivir a algunos de los mexicanos abandonados en la isla, pues era su única fuente de vitamina C, que evitó la muerte de los residentes por escorbuto.
En 1908, la Pacific Island Company dio por finalizadas sus operaciones en la isla, pues no pudo encontrar mercado para el guano de baja calidad de Clipperton, y sólo se dedicó a apilarlo durante años. Al caer los precios internacionales, finalmente la compañía desapareció en 1910.
En enero de 1914, el capitán Ramón Arnaud Vignon volvió a Clipperton después de haberse entrevistado con Victoriano Huerta, y solicitó provisiones. 6 semanas después, los revolucionarios capturaron el buque Tampico, al mando de Hilario Rodríguez Malpica. Este barco, es el que llevaría las provisiones del puerto de Topolobampo a los habitantes de la isla. En la única batalla naval de la Revolución mexicana, el Vicente Guerrero persiguió al Tampico y lo hundió frente a Mazatlán.
Por primera vez escaseaban las provisiones en la isla, pero los soldados de la guarnición no sabían que el barco que las transportaba se encontraba en el fondo del mar, ni que la Primera Guerra Mundial había estallado en Europa. El 28 de febrero de 1914, una goleta estadounidense encalló en el arrecife; sin embargo, dado que el barco de provisiones no podría llegar nunca, tres marinos decidieron navegar los 1100 kilómetros en una balsa hasta Acapulco en busca de ayuda. A pesar de haber logrado la hazaña, ya a nadie le interesaba rescatar a una guarnición huertista en una isla.
Cuando la Armada de los Estados Unidos supo del naufragio de su goleta, envió a un crucero para rescatar a los sobrevivientes. Para mediados de 1914, la mayoría de los habitantes habían muerto de escorbuto, y los últimos sobrevivientes deseaban abandonar la isla a bordo del barco de la marina de los Estados Unidos USS Cleveland, el cual llegó a la isla en junio de 1914. El barco estadounidense Cleveland ofreció a la guarnición mexicana llevarla hasta Acapulco. Para ese entonces sólo quedaban 14 hombres, 6 mujeres y 6 niños.
Se dice, no obstante, que el gobernador militar de la isla declaró que la evacuación no era necesaria, pues aún le quedaban provisiones para 5 meses. Arnaud tenía una razón personal muy poderosa: tenía antecedentes al haber desertado del ejército mexicano años antes, delito por el cual fue arrestado y enjuiciado. Una evacuación habría podido interpretarse, por parte de sus superiores, como su segunda deserción, así que se quedó a cubrir su puesto en la isla. En cambio sí fue evacuado el alemán Schultz, de quien se dice se había vuelto loco.
Los siguientes tres años se caracterizaron por el hambre y muerte de la guarnición, pues, al agotarse las provisiones, los sobrevivientes tuvieron que alimentarse de aves, peces y huevos, lo que apenas aseguraba su subsistencia y ponía en riesgo su salud. El atolón tenía apenas 6 palmas que, entre todas, daban apenas 3 cocos por semana, lo que no suponía suficiente vitamina C para sostener a una comunidad de 26 personas. Antes de un año, la gente comenzó a morir de escorbuto y desnutrición. En 1915, sepultaron a 15 personas en las arenas del sur de la laguna. El resto continuó esperando la llegada del barco de México, cosa que nunca ocurrió.
Como los cocos estaban reservados para las mujeres y los niños, Arnaud y sus hombres comenzaron a delirar y a desesperarse. El 5 de octubre de 1916, el capitán Arnaud muere en un intento fallido de alcanzar a un buque que pasó frente a la isla utilizando una canoa; la canoa se hundió con Arnaud y el resto de sus hombres frente a la isla, mientras que la nave siguió su camino.

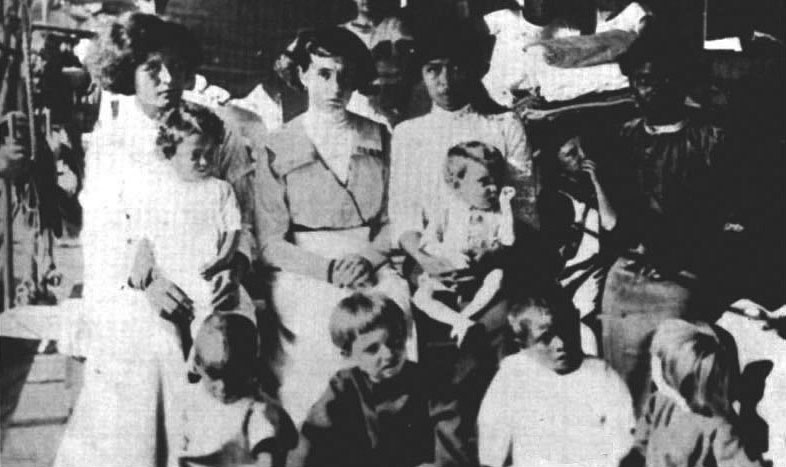
Los supervivientes de la isla Clipperton

El guardián del faro, Victoriano Álvarez resultó ser el único hombre que quedaba en la isla, junto con 15 mujeres y niños. Pronto Álvarez se autoproclamó rey y comenzó una escalada de violaciones y asesinatos, antes de ser él mismo asesinado por una de sus víctimas: Tirza Rendón, con la ayuda de Alicia Rovira, la esposa del capitán Arnaud, le dio muerte con un martillo y un objeto punzante. El pequeño niño Pedro Ramón Arnaud Rovira (hijo del capitán Arnaud) le quitó el rifle y corriendo tan fuerte como pudo vio en el horizonte al USS Yorktown, un buque de la marina estadounidense. El 18 de julio de 1917, casi inmediatamente después de la muerte de Álvarez, 4 mujeres y 7 niños, los últimos supervivientes, fueron rescatados por el USS Yorktown, comandado por el capitán H.P. Perril.

### Segundo dominio francés
La posesión de la isla Clipperton fue disputada entre México y Francia. Esta última se acercó a la Ciudad del Vaticano para que la Santa Sede tomara una decisión sobre la propiedad, en 1930, la Santa Sede asignó dicha tarea al rey de Italia, Víctor Manuel III, quien finalmente decidió en favor de Francia. Los franceses reconstruyeron el faro y establecieron un puesto militar en la isla, el cual duró sólo 7 años.
México se somete al dictamen del Rey Víctor Manuel III de Italia (encomendado de la Santa Sede), por respeto a las decisiones de Porfirio Díaz.
A finales de los años 30, Clipperton fue visitada 2 veces por el presidente estadounidense Franklin Delano Roosevelt. En 1944 ordenó la ocupación de la isla por parte de la marina comandada por el almirante Richard Evelyn Byrd, en lo que fue una de las operaciones más secretas de la Segunda Guerra Mundial. En su informe, Byrd sugirió abrir un pasaje en el borde del atolón y dragar la laguna para que atracaran barcos de provisiones de buques cisterna, sin embargo, nunca se realizó tal proyecto. En abril de 1943, durante una reunión entre los presidentes Roosevelt de Estados Unidos y Manuel Ávila Camacho de México en Monterrey, se planteó el tema de la propiedad mexicana de Clipperton. El gobierno estadounidense parecía interesado en que Clipperton pasara a manos mexicanas debido a la importancia que la isla podría desempeñar en los viajes aéreos tanto comerciales como militares, así como por su proximidad al Canal de Panamá.
Island Conservation fue fundada por Bernie Tershy y Don Croll, ambos profesores del laboratorio Long Marine  de la Universidad de California en Santa Cruz (UCSC). Dichos científicos se enteraron de la historia de la Isla Clipperton, que había sido visitada por el ornitólogo Ken Stager del Museo de Historia Natural del Condado de Los Ángeles en 1958. Consternado por las depredaciones realizadas por jabalíes en las colonias de piquero pardo y alcatraz enmascarado de la isla (reducidas a 500 y 150 aves, respectivamente), Stager adquirió una escopeta y eliminó a los 58 jabalíes. En 2003, las colonias contaban con 25.000 piqueros marrones y 112.000 piqueros enmascarados, la segunda colonia de piqueros marrones más grande del mundo y la colonia de piqueros enmascarados más grande del mundo.
En 1962, la independencia de Argelia dejó a Francia sin campo para pruebas nucleares. Por este motivo, el Departamento de Defensa de Francia consideró a Clipperton como el sustituto; sin embargo, debido al clima hostil de la isla y a su remota ubicación, se descartó esta posibilidad.
Durante los años 70, se exploró la posibilidad de abrir la laguna y desarrollar la bahía como centro turístico y de comercio. En 1981, la Academia de Ciencias para los Territorios de Ultramar sugirió que la isla debería contar con su propia infraestructura, con un aeropuerto y un puerto pesquero en la laguna. Esto implicaría el abrir la laguna creando un pasaje en el atolón. Para esto, un acuerdo fue formado con el Alto Comisionado de la Polinesia Francesa para que el atolón se convirtiera en propiedad del Estado francés. Sin embargo, tomando en cuenta el costo económico, la distancia y el tamaño del atolón, el proyecto nunca fue llevado a cabo.
Los franceses planeaban convertir a la isla en un basurero nuclear, pero México y los Estados Unidos convencieron a Francia de abandonar sus planes.
La isla ha estado abandonada desde el fin de la Segunda Guerra Mundial y sólo ha sido visitada por pescadores deportivos, patrullas de la marina francesa y pescadores mexicanos de atún y tiburón.
En una ocasión Jacques-Yves Cousteau visitó la isla junto a su equipo de buzos y un superviviente de la evacuación de 1917, Pedro Ramón Arnaud Rovira, el hijo del capitán Ramón Arnaud Vignon.
En 2003, Lance Milbrand permaneció en la isla por 41 días para una expedición de National Geographic, grabando sus aventuras en video.

Entre enero y abril de 2005, el ecosistema de Clipperton fue extensivamente estudiado durante 4 meses por una expedición científica organizada por Jean-Louis Étienne, con el objeto de llevar a cabo un inventario completo de los minerales, vegetales y animales encontrados en la isla, así como para reafirmar la soberanía francesa del atolón. Al mismo tiempo que una mujer embarazada y miembro del equipo planeaba parir en la isla.

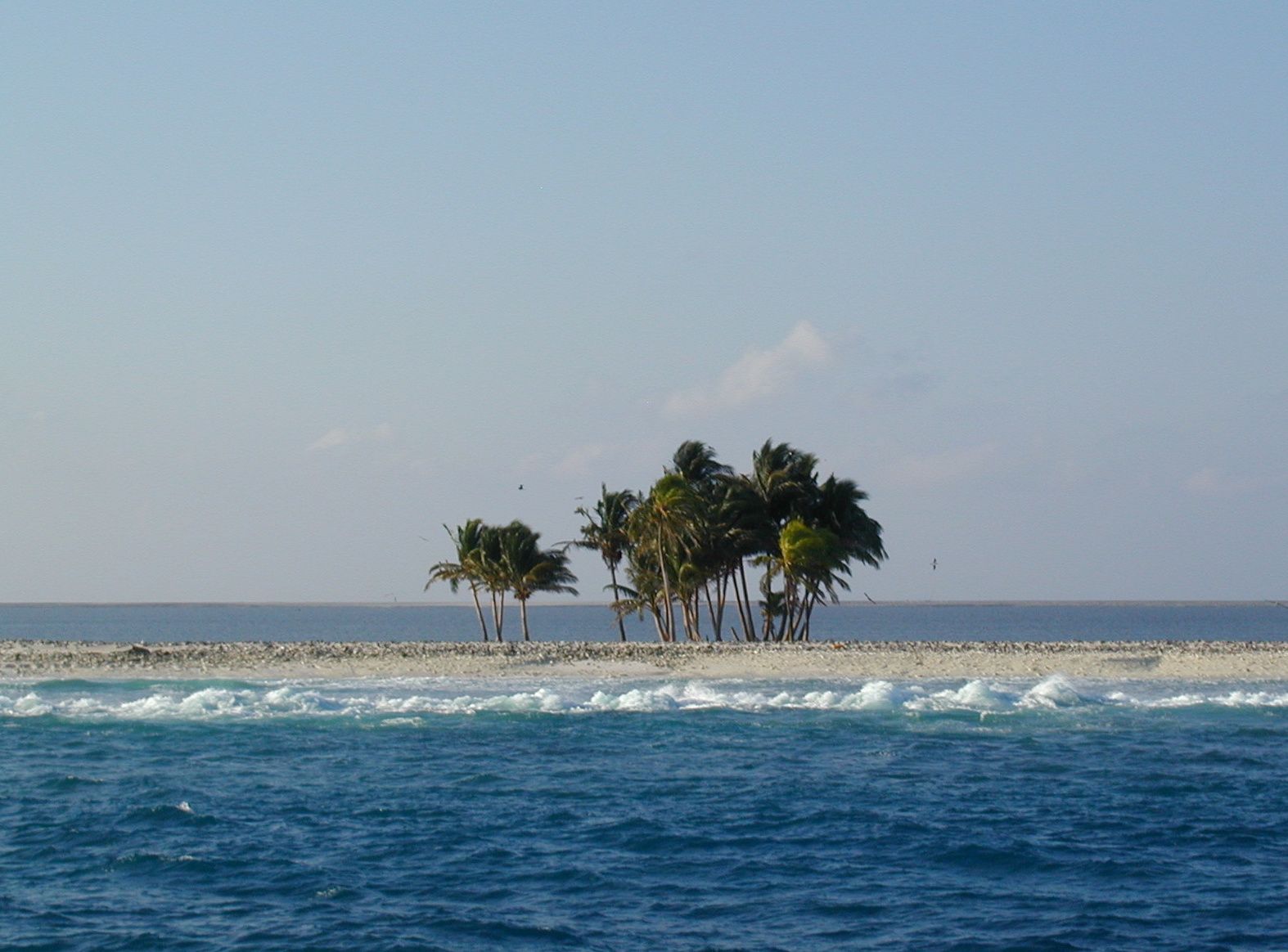
Palmeras en la isla Clipperton

## Geografía

### Clima
Entre mayo y octubre Clipperton le baña  un sol ardiente que poco mengua el resto del año. Constantemente la azotan ciclones y tormentas tropicales, en especial durante la temporada de lluvias, que inicia aproximadamente en junio y termina en noviembre. Su precipitación pluvial anual es del orden de 5 000 mm, cantidad que no se alcanza ni en las selvas húmedas del sudeste mexicano.

### Vegetación
La isla estaba cubierta de maleza con algunas palmeras. Se cree que la maleza de la isla desapareció entre 1858 y 1917. Hipotéticamente, la vegetación de la isla fue diezmada por una tormenta tropical y no fue capaz de regenerarse debido al gran número de cangrejos de tierra. Existe un artículo de 1909 en la Crónica de San Francisco, en el cual se especulaba con la posibilidad de que la vegetación de la isla hubiese sido arrasada por un tsunami, ocasionado por un terremoto.

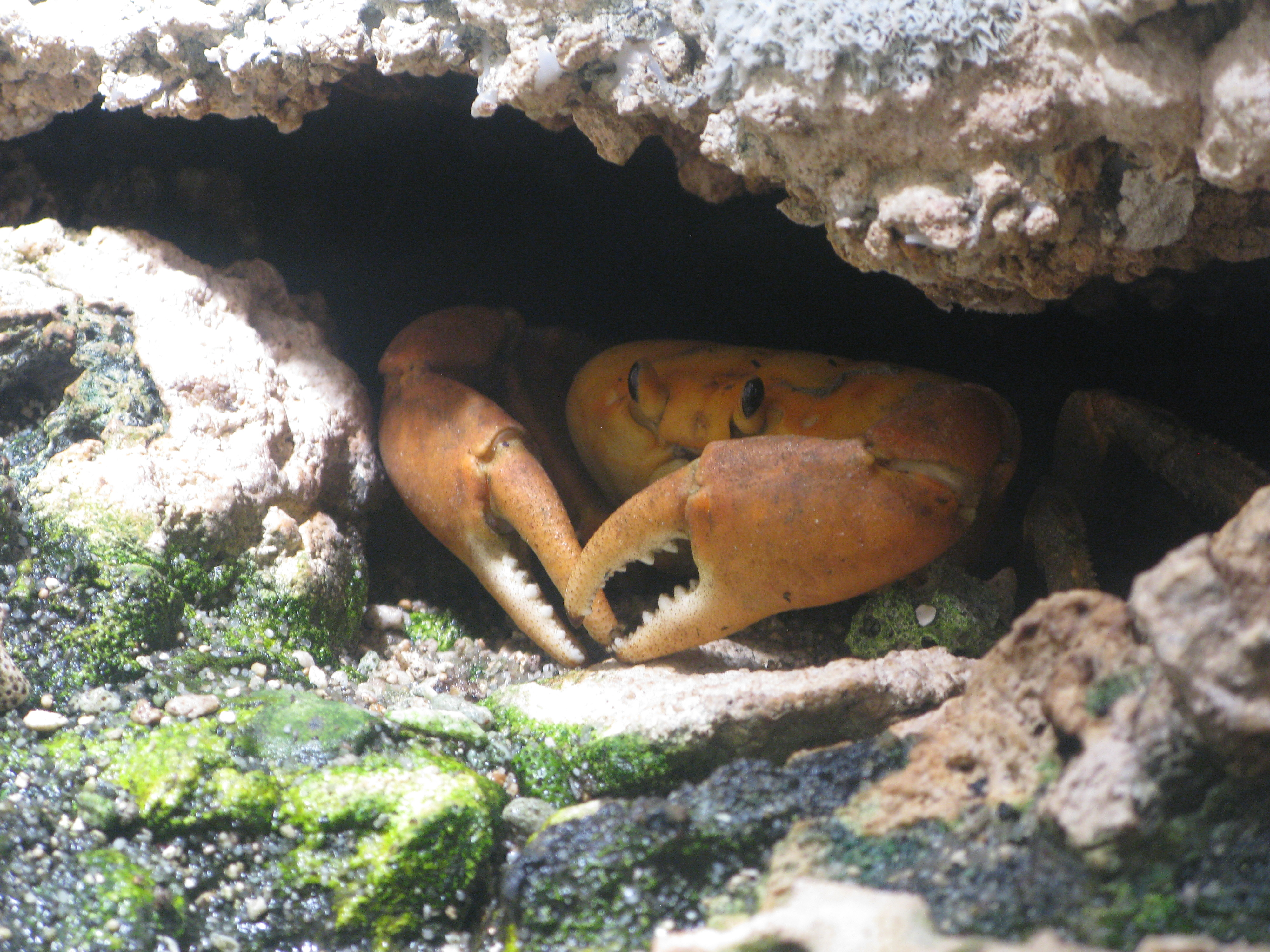
Cangrejo de Clipperton

Después de la introducción de cerdos por parte de los recolectores de guano, la flora de la isla se regeneró debido al gusto que estos desarrollaron por los cangrejos de tierra. Durante el periodo de asentamiento, la vegetación de la isla se multiplicó con la introducción de especies foráneas, como la palmera cocotera, que se introdujo en el último decenio del siglo XIX. La única vegetación de gran porte que existe en su superficie son las 13 palmeras plantadas por el alemán Gustavo Schultz.

### Laguna
Clipperton es un atolón en forma de anillo que encierra por completo una laguna estancada de agua dulce y mide 12 km de circunferencia y 720 hectáreas de superficie. La isla es la única isla coralina del Pacífico oriental. La laguna está desprovista de peces y es poco profunda en partes de los arrecifes de coral anteriores, pero contiene algunas cuencas profundas de 43-72 m, incluido un lugar conocido como Trou "Sans Fond" ('el agujero sin fondo') con agua ácida en su base. El agua se describe como casi dulce en la superficie y muy eutrófica. Los lechos de algas cubren aproximadamente el 45% de la superficie de la laguna. El borde tiene una anchura media de 150 m, alcanza los 400 m en el oeste y se estrecha hasta los 45 m en el noreste, donde las olas del mar penetran ocasionalmente en la laguna. La laguna cuenta con diez islotes, seis de los cuales están cubiertos de vegetación, incluidas las Islas de los Huevos (les îles aux Œufs).

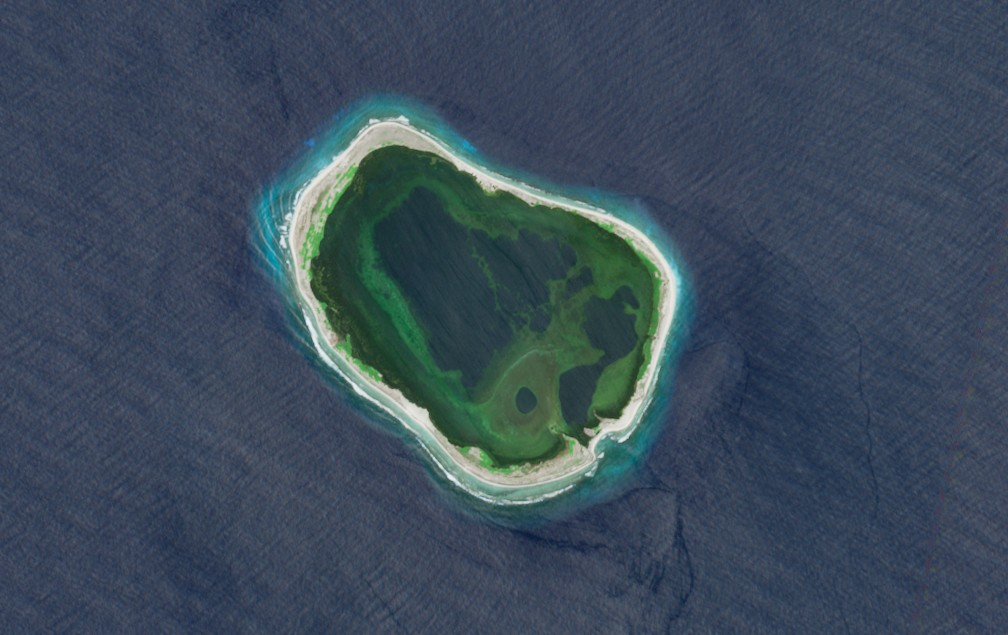
Vista satelital de la Isla con la laguna en su centro

El cierre de la laguna hace aproximadamente 170 años y la prevención de la entrada de agua de mar en la laguna ha formado un lago meromíctico. La superficie de la laguna tiene una alta concentración de fitoplancton que varía ligeramente con las estaciones. Como consecuencia de ello, las columnas de agua están estratificadas y no se mezclan, por lo que la laguna tiene una capa de agua superior óxica y salobre y una capa salina profunda sulfúrica y anóxica. A una profundidad aproximada de 15 m (49 pies), el agua cambia y la salinidad aumenta y tanto el pH como el oxígeno disminuyen rápidamente. Los niveles más profundos de la laguna registran aguas enriquecidas con sulfuro de hidrógeno que impiden el crecimiento de corales. Antes de que la laguna fuese cerrada al agua de mar, el coral y las almejas podían sobrevivir en la zona, como demuestran los especímenes fosilizados.
Los estudios del agua han descubierto que las comunidades microbianas de la superficie del agua son similares a las de otras muestras de agua de todo el mundo, mientras que las muestras de agua más profundas muestran una gran diversidad tanto de bacterias como de arqueas. En 2005, un grupo de científicos franceses descubrió tres especies de microalgas dinoflageladas en la laguna: Peridiniopsis cristata, que era abundante; Durinskia baltica, de la que se sabía que existía en otros lugares, pero que era nueva en Clipperton; y Peridiniopsis cristata var. tubulifera, que es exclusiva de la isla. La laguna también alberga millones de isópodos, de los que se dice que producen una picadura dolorosa.
Aunque algunas fuentes han calificado el agua de la laguna de no potable, el testimonio de la tripulación del clíper atunero M/V Monarch, varado durante 23 días en 1962 tras el naufragio de su barco, indica lo contrario. Su informe revela que el agua de la laguna, aunque "turbia y sucia", era potable, a pesar de no saber muy bien. Varios de los náufragos la bebieron sin aparentes efectos nocivos. Los supervivientes de una malograda colonia militar mexicana en 1917 indicaron que dependían de la lluvia para abastecerse de agua, que recogían en viejos botes.

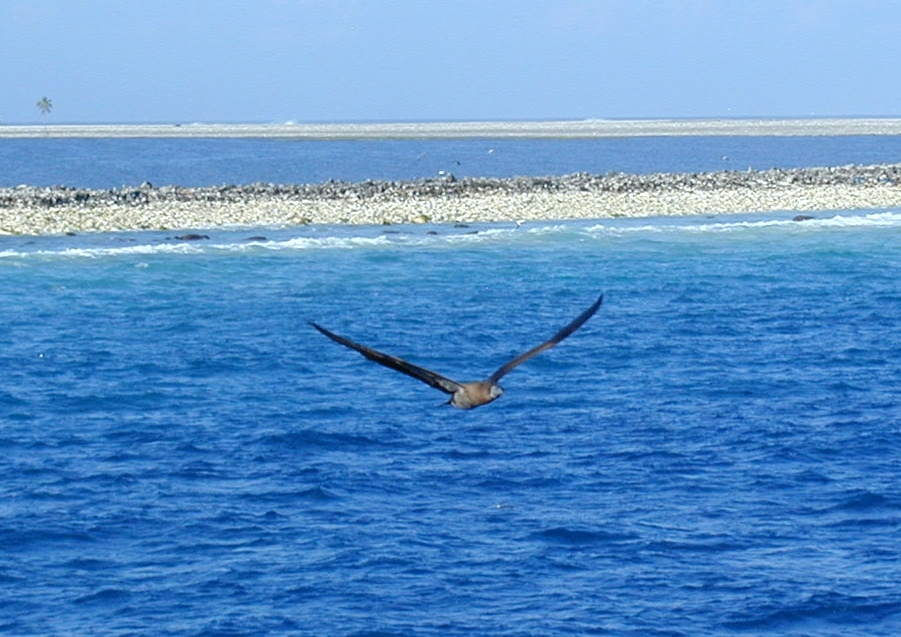
Piquero de vientre blanco, laguna y una sola palmera al fondo en la isla

### Geología
La geología de la isla es principalmente la de un atolón clásico, caracterizado por un arrecife de coral en forma de anillo que rodea una laguna central. Esta formación es el resultado de la actividad volcánica seguida del hundimiento gradual del monte submarino volcánico, mientras que el crecimiento del coral siguió construyendo el arrecife hacia arriba.
La superficie terrestre de la isla de Clipperton es bastante reducida y el terreno suele ser bajo. El borde del atolón, compuesto de escombros de coral y arena, apenas supera el nivel del mar en la mayoría de los lugares. Destaca Clipperton Rock, vestigio del pasado volcánico de la isla, que es el punto más alto del atolón.
La laguna central de la isla de Clipperton es un importante accidente geológico. Su profundidad y la química del agua han variado con el tiempo, influidas por factores como las precipitaciones, la evaporación y el grado de conexión con el océano abierto. Se sabe que las aguas de la laguna fueron hipersalinas en el pasado.
Los arrecifes de coral de la isla, tanto dentro de la laguna como alrededor del atolón, son un componente vital de su geología y ecosistema. Estos arrecifes proporcionan hábitat a una gran variedad de vida marina y desempeñan un papel crucial en la protección de la isla frente a la erosión.
La composición geológica de la isla de Clipperton es principalmente calcárea, formada por restos esqueléticos de pólipos de coral y otros organismos marinos. Este material calcáreo es poroso y permeable, lo que afecta a la hidrología de la isla.
Debido a su remota ubicación y limitada accesibilidad, los estudios geológicos detallados de la isla de Clipperton son relativamente escasos. Sin embargo, se sabe que la historia geológica de la isla está estrechamente ligada a la actividad tectónica y volcánica de la cuenca del Océano Pacífico.
La geología de la isla también influye en la composición de su suelo, formado en gran parte por arena de coral y depósitos de guano. Estos suelos suelen ser pobres en nutrientes y tienen una capacidad limitada para albergar vegetación terrestre.
Los procesos geológicos que afectan a la isla de Clipperton incluyen la erosión, la meteorización y el continuo crecimiento y descomposición de los arrecifes de coral. Estos procesos contribuyen a la naturaleza dinámica del entorno costero de la isla.
Las características geológicas de la isla de Clipperton contribuyen a su ecosistema y biodiversidad únicos. Los arrecifes y la laguna de la isla proporcionan hábitat a diversas especies marinas, mientras que su limitado entorno terrestre sustenta una flora y fauna especializadas.

### Contaminación Ambiental

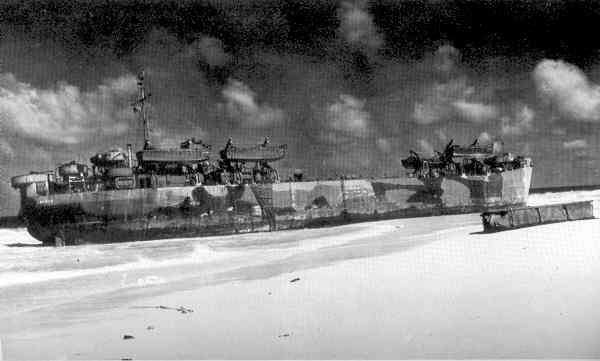
El buque de desembarco estadounidense USS LST-563 en la isla de Clipperton el 22 de diciembre de 1944.

Los ecosistemas de la isla de Clipperton (arboledas, suelo desnudo, la laguna y el fondo marino cercano) también están cubiertos regularmente por residuos a la deriva, que constituyen una preocupante forma de contaminación.
En los alrededores de la isla hay municiones vacías y numerosos restos de motores de la ocupación estadounidense de 1944 y de las antiguas explotaciones mineras de guano de principios del siglo XX. Los antiguos barracones están en estado de deterioro. Sin embargo, esta basura proporciona refugio artificial a las poblaciones de moluscos durante las horas más calurosas del día.
La isla fue recomendada por el Programa de Oceanía de la Oficina Asiática de Humedales para su designación como humedal Ramsar en 1994. Sigue figurando en la lista de sitios susceptibles de ser designados por la Convención de Ramsar.
El 10 de febrero de 2010, el buque cisterna de productos químicos Sichem Osprey, perteneciente a la empresa noruega Eitzen Group, encalló en los arrecifes que rodean la isla con 10.000 toneladas de xileno y aceites animales y vegetales en su bodega. Hubo que realizar operaciones de bombeo para evitar fugas de xileno (aunque el buque era de doble casco) y aligerar el barco, que seguía encallado tres semanas después. El buque fue reflotado el 5 de marzo de 2010 sin contaminación.
Durante una escala en el atolón en agosto de 2018, los miembros de la expedición Tara Pacific (2016-2018) hicieron balance del estado del arrecife circundante y observaron que era normal y que había mucho coral vivo con poca diversidad, pero que era muy dinámico. En tierra, en cambio, es un desastre, con basura por todas partes, constantemente arrastrada por las corrientes. Los piqueros enmascarados y pardos pasan la mayor parte del tiempo mar adentro, buscando comida, pero cuando llega el momento de anidar, las hembras buscan refugio en islas como Clipperton. Serge Planes, director científico de la expedición, señala que «todos los nidos están hechos de residuos plásticos (...) qué triste lugar de nacimiento estamos ofreciendo a nuestros jóvenes piqueros, donde deberían estar descubriendo la naturaleza en estado puro ».